# Plecoptera reflexa
Plecoptera reflexa là một loài bướm đêm thuộc họ Erebidae. It is mainly được tìm thấy ở Ấn Độ, but its range extends phía tây as far as miền trung và khu vực miền bắc of đồng bằng ven biển của Israel.
Nó được tìm thấy ở tropical và subtropical oases.
Con trưởng thành bay từ tháng 5 đến tháng 10. Có nhiều lứa trong năm.
Ấu trùng ăn Dalbergia sissoo.